# Meliola citricola
Meliola citricola är en svampart som beskrevs av Syd. & P. Syd. 1917. Meliola citricola ingår i släktet Meliola och familjen Meliolaceae.   Inga underarter finns listade i Catalogue of Life.